# Johnny Palomba
Johnny Palomba (...) è uno scrittore e conduttore radiofonico italiano, presentato come sedicente critico sudamericano. È l’alias dell’autore Pietro Martinelli.

## Biografia
L'autore viene presentato dall'editore Fandango come nato a Bogotà negli anni sessanta e, dopo un passato burrascoso, emigrato in Italia nei primi anni novanta. 
Sotto tale nome sono stati pubblicati dal 2002 una serie di libri intitolati Recinzioni, ovvero una raccolta di recensioni ("recinzioni" nel gergo dell'autore) e note di costume scritte in dialetto romanesco.
Riportate da varie testate italiane, le "recinzioni" vengono inoltre recitate da attori quali Nanni Moretti, Valerio Mastandrea e Ascanio Celestini.
Le prime apparizioni in pubblico presentano un personaggio mascherato con passamontagna, occhiali da sole e felpa con cappuccio, che parla italiano e legge le proprie recensioni in perfetto dialetto romanesco; nel 2008 appare insieme a Nanni Moretti al Torino Film Festival.
Viene indicato, sempre sotto pseudonimo, come direttore di Fandangowebradio dove conduce con Nicola Roumeliotis la trasmissione Zero in condotta. Collabora con Il Male di Vauro e Vincino.
Dal 2013 Palomba è impegnato nella scrittura del film tratto da La profezia dell'armadillo insieme all'autore del libro Zerocalcare, il regista del film Valerio Mastandrea e Oscar Giloti.
Dal 2015 conduce il programma Caffè Palomba dalle 08:00 alle 09:00 su RomaRadio.

## Opere
- Il Palomba recinzioni: critiche perimetrali e altri scritti: stagione 2001/2002 , Roma, Fandango, 2002
- Recinzioni: critiche perimetrali e altri scritti: stagione 2002/2003, Roma, Fandango, 2003
- Recinzioni  critiche perimetrali e altri scritti: stagione 2003/2004, Roma, Fandango, 2004
- Come non sopravvivere a un altro anno di merda (con Vauro), Casale Monferrato, Piemme, 2004
- Il Nostravaurus (con Vauro), Casale Monferrato, Piemme, 2005
- Recinzioni: scritti cazzari: stagione 2004/2005, Roma, Fandango 2005
- Recinzioni: cotica della ragion pura: stagione 2005/2006, Roma, Fandango, 2006
- Recinzioni: operette molari: stagione 2006/2007, Roma, Fandango, 2007
- Tuttopalomba: il meglio del peggio dal 2001 al 2008, Roma, Fandango, 2008
- Palomba Vintage, Roma, Fandango, 2010
- Recinzioni: le serie, Roma, Fandango, 2021

## Radio
- Caffè Palomba, RomaRadio (2015-presente)

## Filmografia

### Sceneggiatore
- La profezia dell'armadillo, regia di Emanuele Scaringi (2018)